# Glamoč
Pour les articles homonymes, voir Glamoč.
Glamoč (en serbe cyrillique : Гламоч) est une ville et une municipalité de Bosnie-Herzégovine située dans le canton 10 et dans la fédération de Bosnie-et-Herzégovine. Selon les premiers résultats du recensement bosnien de 2013, la ville intra muros compte 1 969 habitants et la municipalité 4 038.

## Géographie

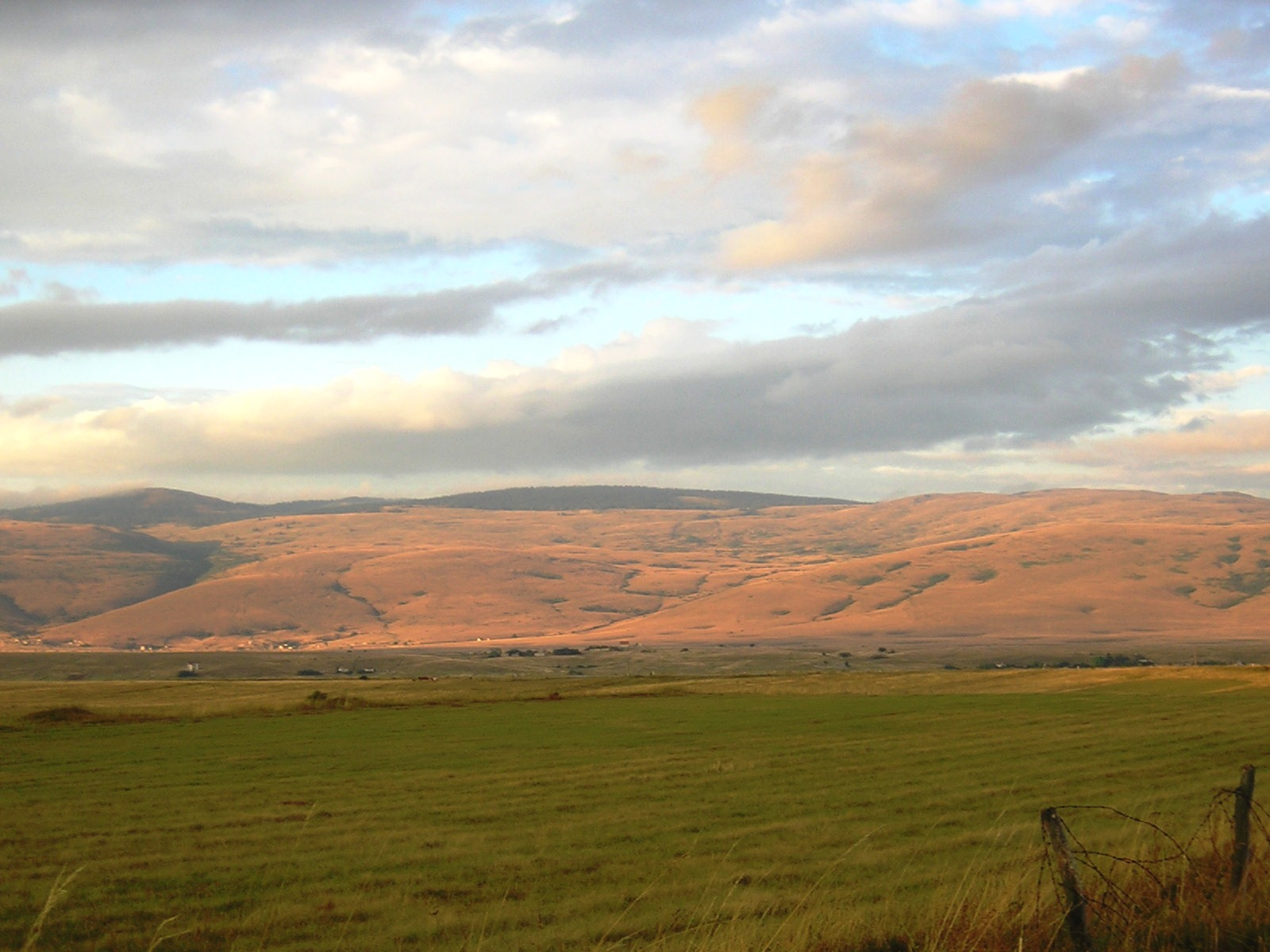
Le poljé de Glamoč

## Histoire
Durant la période sous occupation par l'Autriche-Hongrie (1878-1918), un bureau de poste militaire et une station télégraphique ont été ouverts, identifié par les chiffres romains LV.

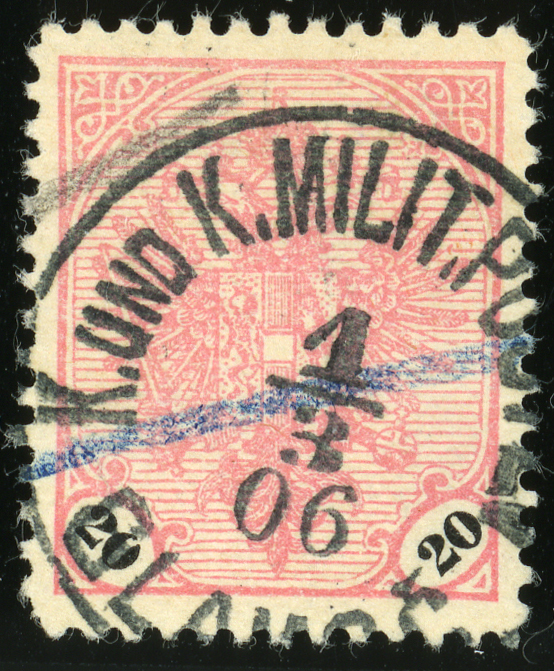
Timbre de Bosnie-Herzégovine, oblitéré K.und K. MILIT.POST LV GLAMOČ en 1906

Pendant la Guerre de Bosnie, la ville de Glamoč faisait partie de la république serbe de Bosnie. En 1995, elle a été conquise par l'armée croate et, depuis, elle fait partie de la fédération de Bosnie-et-Herzégovine.

## Localités

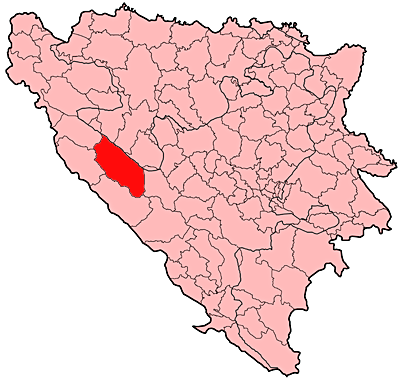
Localisation de la municipalité de Glamoč en Bosnie-Herzégovine

La municipalité de Glamoč compte 55 localités :
| - Babića Brdo - Biličić - Crni Vrh - Ćirići - Ćoslije - Dolac - Dragnjić - Dubrave - Đuličan - Glamoč - Glavica | - Halapić - Hasanbegovci - Hasići - Hotkovci - Hozići - Hrbine - Isakovci - Jakir - Kamen - Karajzovci - Karlovac | - Kopić - Korićna - Kovačevci - Krasinac - Malkočevci - Malo Selo - Maslina Strana - Mladeškovci - Odžak - Opačić - Perduhovo Selo | - Petrovo Vrelo - Podglavica - Podgradina - Podgreda - Podkraj - Popovići - Pribelja - Prijani - Radaslije - Rajićke - Reljino Selo | - Rore - Rudine - Skucani - Staro Selo - Stekerovci - Šumnjaci - Vagan - Vidimlije - Vrba - Zaglavica - Zajaruga |

## Démographie

### Villeintra muros

#### Évolution historique de la population dans la villeintra muros
| 1948 | 1953 | 1961  | 1971  | 1981  | 1991  | 2013  |
| ---- | ---- | ----- | ----- | ----- | ----- | ----- |
| -    | -    | 1 626 | 2 597 | 3 777 | 4 256 | 1 969 |

|  |

### Municipalité

#### Évolution historique de la population dans la municipalité
| 1961   | 1971   | 1981   | 1991   | 2013  |
| ------ | ------ | ------ | ------ | ----- |
| 17 250 | 16 979 | 14 120 | 12 593 | 4 038 |

#### Répartition de la population dans la municipalité (1991)
En 1991, sur un total de 12 593 habitants, la population se répartissait de la manière suivante :

## Religions

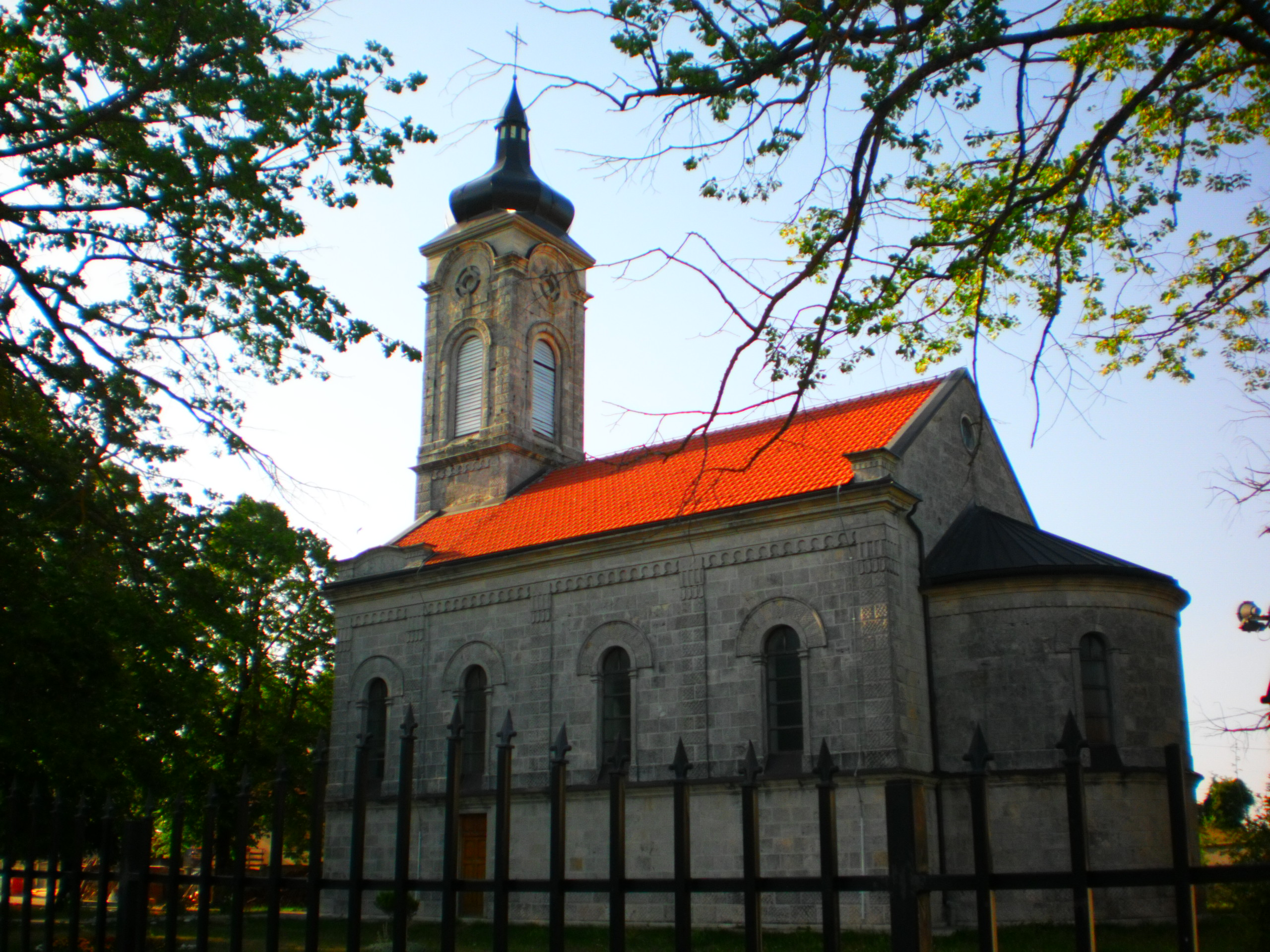
L'église orthodoxe de Glamoč
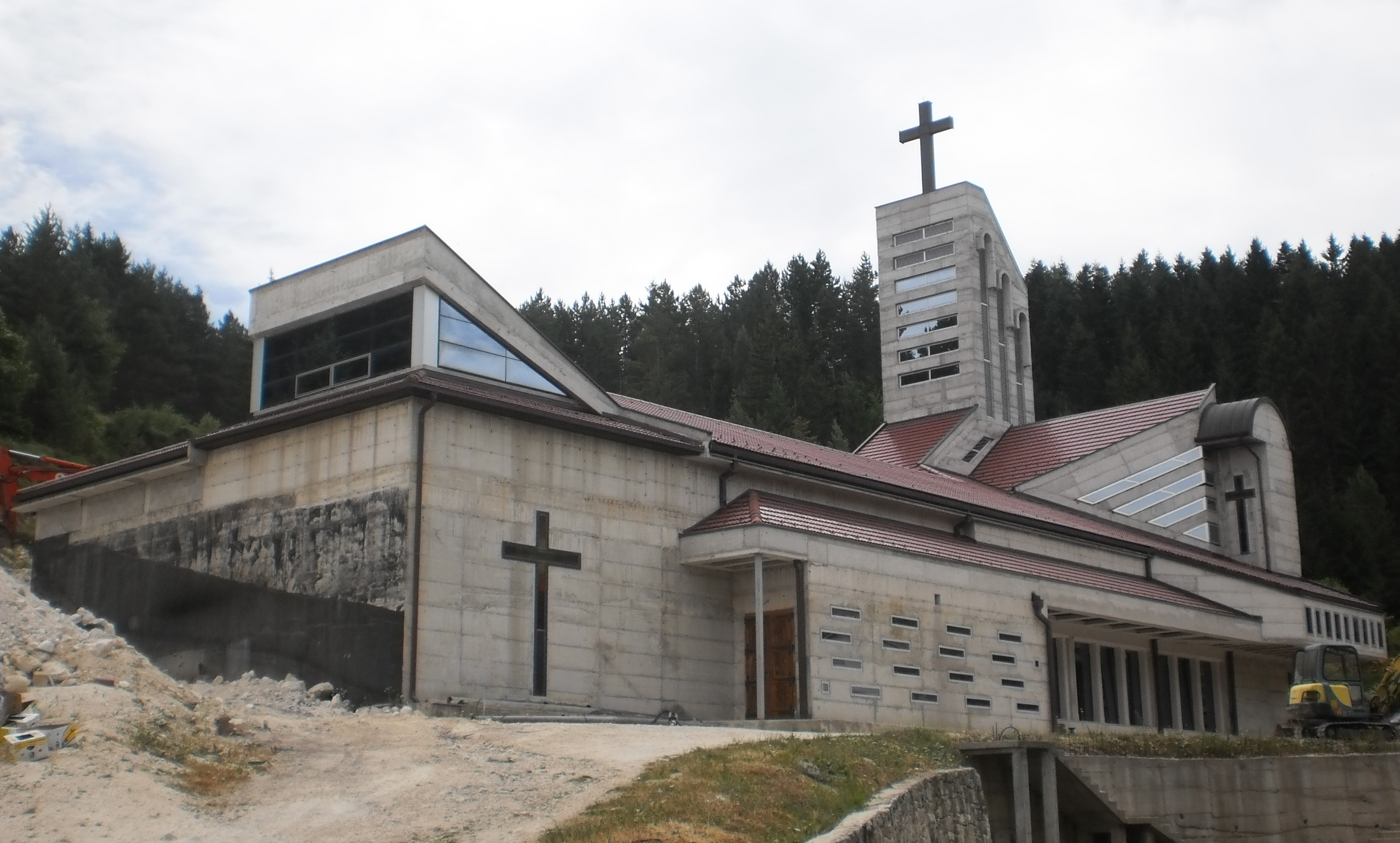
L'église catholique Saint-Élie de Glamoč

## Politique
À la suite des élections locales de 2012, les 15 sièges de l'assemblée municipale se répartissaient de la manière suivante :
| Parti                                                              | Sièges |
| ------------------------------------------------------------------ | ------ |
| Alliance des sociaux-démocrates indépendants (SNSD)                | 4      |
| Union démocratique croate de Bosnie et Herzégovine (HDS BiH)       | 2      |
| Parti d'action démocratique (SDA)                                  | 2      |
| Union sociale-démocrate de Bosnie-Herzégovine (SDU BiH)            | 1      |
| Parti socialiste (SP)                                              | 1      |
| Parti social-démocrate (SDP BiH)                                   | 1      |
| Parti du progrès démocratique (PDP)                                | 1      |
| Union démocratique croate 1990 (HDZ 1990)                          | 1      |
| Union chrétienne-démocrate croate de Bosnie-Herzégovine (HKDU BiH) | 1      |
| Parti démocratique serbe (SDS)                                     | 1      |

Radovan Marković, membre de l'Alliance des sociaux-démocrates indépendants (SNSD), a été élu maire de la municipalité.

## Personnalités
- Pavao Posilović, évêque catholique romain et écrivain
- Vule Trivunović, footballeur
- Miroslav Čangalović, chanteur d'opéra
- Zdravko Tolimir, commandant de l'Armée de la république serbe de Bosnie
- Obrad Piljak, personnalité politique
- Slavko Zagorac, ancien footballeur